# Селвие Салиу
Селвие Салиу (на албански: Selvie Saliu, на македонска литературна норма: Селвије Салиу) е политик от Северна Македония от албански произход.

## Биография
Родена е на 20 август 1970 година в реканското албанско село Върбен, тогава в Социалистическа федеративна република Югославия. Завършва социология и педагогика.
В 2002 година е избрана за депутат от Демократичния съюз за интеграция в Събранието на Северна Македония. В 2014 година отново е избрана за депутат.